# Борзунов, Николай Федотович
Николай Федотович Борзунов (2 марта 1924, с. Старая Тойда, Воронежская губерния — 25 августа 2003, с. Старая Тойда, Воронежская область) — советский военнослужащий, участник Великой Отечественной войны, полный кавалер ордена Славы, командир отделения разведки 1957-го истребительно-противотанкового артиллерийского полка, сержант.

## Биография
Родился 2 марта 1924 года в селе Старая Тойда (ныне — Аннинского района Воронежской области). Окончил 5 классов, работал в колхозе. Окончил курсы трактористов, трудился трактористом Новосвятской МТС Аннинского района.
В августе 1941 года был призван в Красную армию Аннинским райвоенкоматом. 
С октября 1941 года участвовал в боях, боевое крещение получил в боях под Москвой. К лету 1943 года воевал орудийным номером в расчёте 76-мм орудия 4-й истребительной артиллерийской бригады. В бою на Курской дуге 19 июля расчёт, в составе которого был Борзунов, подбил 5 вражеских танков. За этот бой ефрейтор Борзунов был награждён медалью «За отвагу».
К лету 1944 года воевал уже в разведке 1957-го истребительно-противотанкового артиллерийского полка 40-й отдельной истребительно-противотанковой артиллерийской бригады. В августе 1944 года получил вторую боевую награду — медаль «За боевые заслуги».
12 февраля 1945 года младший сержант Борзунов, действуя в составе разведывательной группы, одним из первых ворвался в населённый пункт Кинитц. Разведчики блокировали 3 дома, где засели противники, захватили в плен 8 солдат, а также радиостанцию и два телефонных аппарата. По его целеуказаниям батарея успешно вела прицельный огонь по противнику. Был представлен к награждению орденом Отечественной войны 2-й степени, но командир бригады изменил статус награды.
Приказом по войскам 1-го Белорусского фронта от 11 марта 1945 года младший сержант Борзунов Николай Федотович награждён орденом Славы 3-й степени.
С 23 апреля по 3 мая 1945 года в ожесточённых уличных боях в городе Берлин сержант Борзунов из личного оружия уничтожил до 20 гитлеровцев и 7 взял в плен. Провел разведку переправы через реку Шпрее, чем обеспечил форсирование без потерь батареей водной преграды и захват двух исправных вражеских орудий. Своевременной разведкой огневых позиций врага у рейхстага обнаружил две тяжёлые немецкие батареи, которые были уничтожены. Участвовал в штурме рейхстага, из личного оружия уничтожил 5 немцев.
За бои в Берлине 5 мая 1945 года командиром полка был представлен к награждению орденом Красного Знамени, но командиром бригады статус награды был изменён на орден Отечественной войны 2-й степени. В свою очередь командующий артиллерией 3-й ударной армией понизил статус награды, несмотря на то что в наградном листе было указано о награждении орденом Славы 3-й степени.
Приказом по войскам 1-го Белорусского фронта от 8 июня 1945 года сержант Борзунов Николай Федотович награждён орденом Славы 3-й степени.
Этот приказ, видимо, не был доведён до командования бригады, так как 10 июня 1945 фронт был расформирован. Не дождавшись решения по первому представлению, командир полка 27 июня 1945 года оформил новое представление, на этот раз к награждению орденом Славы 2-й степени. Описание боевых подвигов и заслуг совпадало с наградным листом от 5 мая.
Приказом командующего Группой советских войск в Германии от 25 августа 1945 года сержант Н. Ф. Борзунов был награждён орденом Славы 2-й степени.
Продолжал службу на территории Германии. В марте 1947 года был демобилизован. В 1950 году вступил в ВКП/КПСС. 
После демобилизации вернулся в родное село, до января 1985 года работал механизатором в колхозе «Великий Октябрь» (за это время обучил девять молодых механизаторов).
В дальнейшем, после выхода на пенсию, стал работать слесарем-наладчиком кормоцеха. Также являлся председателем группы народного контроля и членом партбюро производственного участка. Вёл военно-патриотическую работу.
В ходе работы с документами ветеранов Аннинским районным военкоматом была выявлена допущенная ошибка и возбуждено ходатайство о перенаграждении Н. Ф. Борзунова орденом Славы 1-й степени. Главное управление кадров министерства обороны СССР поддержало ходатайство и указом Президиума Верховного Совета СССР от 12 мая 1986 года в порядке перенаграждения Н. Ф. Борзунов был награждён орденом Славы 1-й степени и стал полным кавалером ордена Славы.
Участник Парада Победы на Красной площади в Москве 9 мая 1995 года. Жил в селе Старая Тойда. Скончался 25 августа 2003 года.

## Награды
Награждён орденами Славы 1-й, 2-й и 3-й степеней, орденом Отечественной войны 1-й степени, медалями, в том числе «За отвагу» и «За боевые заслуги».